# Cremastobombycia solidaginis
Cremastobombycia solidaginis är en fjärilsart som först beskrevs av Frey och Boll 1876.  Cremastobombycia solidaginis ingår i släktet Cremastobombycia och familjen styltmalar. Inga underarter finns listade i Catalogue of Life.

## Bildgalleri

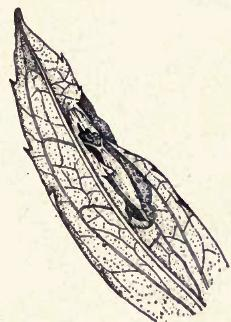